# Franco Meritello
Franco Iván Meritello (Guaymallén, provincia de Mendoza, Argentina, 12 de marzo de 1996) es un futbolista argentino. Juega de defensa central y su equipo actual es Ferro Carril Oeste de la Primera Nacional de Argentina. 

## Trayectoria

### Deportivo Guaymallén
Realizó todas las divisiones inferiores con Club Deportivo y Social Guaymallén, equipo de su ciudad natal, y realizó su debut con el primer equipo el 3 de marzo de 2014 en la derrota 3 a 0 frente a Huracán de San Rafael, por el partido correspondiente a la última fecha del Torneo Argentino B 2013-14. Este fue el único partido que jugó con el club.

### Gimnasia y Esgrima de Mendoza
En 2017 se une a Gimnasia y Esgrima de Mendoza donde los primeros años formó parte del plantel que disputa la Liga Mendocina de Fútbol, siendo convocado en algunas ocasiones, por el entrenador principal en ese momento, Diego Raúl Pozo, para entrenar con el primer equipo.
En julio de 2020 firmó su primer contrato profesional y debutó con el plantel superior el 29 de noviembre de ese mismo año en el empate 0 a 0 contra Defensores de Belgrano por el partido correspondiente a la primera fecha del Torneo de Transición de la Primera Nacional 2020.
El 2021 es el año en que se afianza como titular en el equipo mendocino, diputando 28 partidos y anotando 2 goles, siendo el primero de ellos el 3 de mayo en la victoria 4 a 0 frente a Chacarita Juniors, en el partido correspondiente a la fecha 8 del Torneo de Primera Nacional 2021.
En 2022, que sería su último año en el club, anotó 1 gol en 38 partidos y llegó a disputar las semifinales de los playoffs por el segundo ascenso del Torneo de Primera Nacional 2022, donde quedaron eliminados por Estudiantes de Buenos Aires.
En su estadía con el "lobo mendocino", disputó 73 partidos, anotó 3 goles y dio 1 asistencia.

### San Martín de Tucumán
Para la temporada 2023 de la Primera Nacional Argentina es cedido a préstamo, con opción de compra al finalizar la misma, a San Martín de Tucumán, jugando su primer partido con la institución el 3 de febrero en la victoria 1 a 0 frente a Estudiantes de Río Cuarto, por la primera fecha del campeonato.
El 14 de julio anotó el gol que significó la victoria frente a San Telmo, en el partido correspondiente a la fecha 25 del torneo de ascenso.

## Estadísticas
| Deportivo Guaymallén Argentina | 4.ª           | 2013-14       | 1   | 0 | — | — | 1   | 0 |
| Deportivo Guaymallén Argentina | Total club    | Total club    | 1   | 0 | 0 | 0 | 1   | 0 |
| Gimnasia (M) Argentina         | 2.ª           | 2020          | 7   | 0 | — | — | 7   | 0 |
| Gimnasia (M) Argentina         | 2.ª           | 2021          | 28  | 2 | — | — | 28  | 2 |
| Gimnasia (M) Argentina         | 2.ª           | 2022          | 37  | 1 | 1 | 0 | 38  | 1 |
| Gimnasia (M) Argentina         | 2.ª           | 2024          | 27  | 2 | 1 | 0 | 28  | 2 |
| Gimnasia (M) Argentina         | Total club    | Total club    | 99  | 5 | 2 | 0 | 101 | 5 |
| San Martín (T) Argentina       | 2.ª           | 2023          | 28  | 1 | 2 | 0 | 30  | 1 |
| San Martín (T) Argentina       | Total club    | Total club    | 28  | 1 | 2 | 0 | 30  | 1 |
| Total carrera                  | Total carrera | Total carrera | 127 | 6 | 4 | 0 | 131 | 6 |
| 1.                             |               |               |     |   |   |   |     |   |